# Andreaea seriata
Andreaea seriata là một loài rêu trong họ Andreaeaceae. Loài này được G. Roth mô tả khoa học đầu tiên năm 1911.